# Geometrie proiectivă
Geometria proiectivă este acel domeniu al geometriei care tratează figurile geometrice din punctul de vedere al perspectivei și al liniei de orizont, figuri care sunt considerate invariabile prin proiecție.

## Istoric
Originile se regăsesc în lucrările lui Pappus din Alexandria (secolul al IV-lea d.Hr.) care, referindu-se la rezultatele lui Apoloniu din Perga, introduce conceptul de raport anarmonic.
Studiul geometriei proiective este reluat mai târziu de către matematicieni ca Pascal sau arhitecți ca Gérard Desargues în secolul al XVII-lea, având să fie teoretizat și predat în școli la sfârșitul secolului al XVIII-lea de către Gaspard Monge.
Jean-Victor Poncelet, prin lucrarea sa, Traité des propriétés géométriques des figures, conferă un puternic avânt acestei științe, dar aceasta plecând de la geometria euclidiană.
Totuși geometria afină excludea posibilitatea intersecției dreptelor paralele, noțiune esențială în geometria proiectivă.
Dar descoperirile realizate în secolul al XIX-lea de August Ferdinand Möbius, Julius Plücker și mai ales cele ale lui Felix Klein către 1900, separă definitiv geometria proiectivă de cea euclidiană.
Are loc și o revoluție conceptuală: Dacă până atunci geometria era o știință a figurilor, acum atenția se îndreaptă către transformările geometrice, către legile de compoziție interne asociate, structurile diverselor grupuri de transformări.

## Caracteristici generale
Spre deosebire de geometria euclidiană, unde figurile se realizează cu rigla și compasul, în geometria proiectivă este necesară doar rigla.
Geometria proiectivă nu ia în considerare paralelismul sau perpendicularitatea dreptelor, izometria, cercurile, triunghiurile isoscele sau echilaterale.
Utilizează numai o parte din axiomele geometriei euclidiene.

## Spațiul proiectiv
Spațiul proiectiv reprezintă ansamblul tuturor dreptelor vectoriale ale unui spațiu vectorial.
Dacă ne imaginăm observatorul plasat în originea spațiului vectorial, atunci fiecărui element al spațiului îi corespunde o direcție a privirii acestuia.
Un spațiu proiectiv se diferențiază de un spațiu vectorial prin caracterul său omogen: nu conține niciun punct care poate fi considerat origine și prin aceasta se aseamănă cu spațiul afin.

### Definiția vectorială
Fie {\displaystyle E\,\!} un K-spațiu vectorial (K fiind un corp, cum ar fi {\displaystyle \mathbb {R} \,\!} sau {\displaystyle \mathbb {C} \,\!}), în niciun caz {\displaystyle \{0\}}.
Definim pe {\displaystyle E-\{0\}\,\!} relația de echivalență :
{\displaystyle x\sim y\Leftrightarrow \exists \lambda \in K^{*},x=\lambda y\,\!}.
Numim spațiu proiectiv pe {\displaystyle E\,\!} mulțimea claselor de echivalență ale lui {\displaystyle E-\{0\}\,\!} prin relația de echivalență {\displaystyle \sim \,\!} : 
{\displaystyle P(E)=(E-\{0\})/\sim \,\!}.
Pentru orice element {\displaystyle x\neq 0\,\!} din {\displaystyle E\,\!} vom nota {\displaystyle \pi (x)\in P(E)\,\!} ca fiind clasa sa de echivalență: 
{\displaystyle \pi (x)=\{\lambda x,\lambda \in K^{*}\}\,\!}.
Avem deci : {\displaystyle \pi (x)=\pi (y)\,\!} dacă și numai dacă {\displaystyle x\,\!} și {\displaystyle y\,\!} sunt coliniare.
Aplicația {\displaystyle \pi :E\rightarrow P(E)\,\!} se numește proiecție canonică.
Putem spune mai simplu că spațiul proiectiv {\displaystyle P(E)\,\!} este mulțimea dreptelor vectoriale ale lui{\displaystyle E\,\!}; elementul {\displaystyle \pi (x)\,\!} al spațiului proiectiv este dreapta vectorială a lui {\displaystyle E\,\!} pentru care vectorul director este {\displaystyle x\,\!}.
Dacă {\displaystyle E\,\!} este de dimensiune finită {\displaystyle n\,\!} atunci spunem că {\displaystyle P(E)\,\!} est de dimensiune finită:
{\displaystyle n-1=dim\,P(E)\,\!} fiind dimensiunea spațiului proiectiv.
În particular:
- Dacă n=1 atunci {\displaystyle P(E)\,\!} are dimensiune nulă) ;
- Dacă n=2 atunci {\displaystyle E\,\!} este un plan vectorial și {\displaystyle P(E)\,\!} se numește dreaptă proiectivă.
- Dacă n=3 atunci {\displaystyle P(E)\,\!} se numește plan proiectiv.

Dacă spațiul {\displaystyle E\,\!} este un spațiu vectorial de dimensiune {\displaystyle n\,\!} "tipică" adică {\displaystyle K^{n}\,\!} atunci avem o notație specială pentru spațiul proiectiv {\displaystyle P^{n-1}(K)\,\!} în loc de {\displaystyle P(K^{n})\,\!}.